# Plebicula urania
Plebicula urania är en fjärilsart som beskrevs av Gerhard 1853. Plebicula urania ingår i släktet Plebicula och familjen juvelvingar. Inga underarter finns listade i Catalogue of Life.